# Điện Thắng Trung
Điện Thắng Trung là một phường thuộc thị xã Điện Bàn, tỉnh Quảng Nam, Việt Nam.

## Địa lý
Phường Điện Thắng Trung nằm ở phía bắc thị xã Điện Bàn, có vị trí địa lý:
- Phía đông giáp phường Điện Ngọc
- Phía tây giáp xã Điện Hòa
- Phía nam giáp phường Điện Thắng Nam
- Phía bắc giáp phường Điện Thắng Bắc

Phường Điện Thắng Trung có diện tích 3,78 km², dân số năm 2022 là 8.553 người, mật độ dân số đạt 2.262 người/km².

## Lịch sử
Địa bàn phường Điện Thắng Trung trước đây là một phần xã Điện Thắng, huyện Điện Bàn.
Ngày 7 tháng 7 năm 2005, Chính phủ ban hành Nghị định 85/2005/NĐ-CP. Theo đó, chia xã Điện Thắng thành 3 xã: Điện Thắng Bắc, Điện Thắng Trung và Điện Thắng Nam.
Sau khi thành lập, xã Điện Thắng Trung có 378,60 ha diện tích tự nhiên và 7.260 người.
Ngày 11 tháng 3 năm 2015, xã Điện Thắng Trung trực thuộc thị xã Điện Bàn mới thành lập.
Ngày 13 tháng 2 năm 2023, Ủy ban Thường vụ Quốc hội ban hành Nghị quyết số 727/NQ-UBTVQH15 (nghị quyết có hiệu lực từ ngày 10 tháng 4 năm 2023). Theo đó, thành lập phường Điện Thắng Trung trên cơ sở toàn bộ 3,78 km² diện tích tự nhiên và 8.553 người của xã Điện Thắng Trung.

## Hành chính
Phường Điện Thắng Trung được chia thành 6 thôn: Thanh Quýt 1, Thanh Quýt 2, Thanh Quýt 3, Thanh Quýt 4, Thanh Quýt 5, Thanh Quýt 6.